# Polip (televíziós sorozat)
A  Polip 10 évadból álló olasz televíziós sorozat (1984-2001), amelyet 1984-ben kezdtek sugározni az olasz televíziócsatornák. A második maffiaháború közepette ekkor már sorra tartóztatták le minden idők legnagyobb maffiaperének a Maxiprocessónak vádlottjait a közvélemény figyelme közepette. A vetítések mintegy 17 éven keresztül folyamatosan folytatódtak. A széria a szervezett bűnözés elleni olasz küzdelemről szól, azt a lehető legrealisztikusabban, kendőzetlenül igyekszik bemutatni, ezért a mai napig világszerte az egyik legelismertebb olasz sorozat. Népszerűségének csúcsát a 80-as évek végén érte el, amikor Luigi Perelli rendezte a sorozatot, a 40-es éveikben járó Stefano Rulli és Sandro Petraglia ekkor vették át forgatókönyvírást az Oscar-díjas veterán Ennio de Concinitől.  Erős társadalombírálat, kivételes atmoszféra, igényes színészi alkotómunka jellemzi. Utóbbi főleg a 4. évadban sűrűsödik Michele Placido, Remo Girone és Bruno Cremer összjátékaként, de egyebek mellett megfordul a sorozatban Agnese Nano, Florinda Bolkan, Mario Adorf és Martin Balsam is a világhírű színészek közül.

## A Polip témavilága, főbb jellemzői, alkotói

### A maffia szorításában
A szervezett bűnözés a nemzetközi filmkészítés jellegzetesen visszatérő témái közé tartozik, olyan kimeríthetetlen, titokzatos világot ábrázol, mely minden alkalommal megmozgatja az izgalomra vágyó nézőközönség fantáziáját. A hollywoodi mozi A Keresztapa falrengető sikere után, Brian De Palma, Martin Scorsese és Francis Ford Coppola zseniális alkotásainak köszönhetően ismét felfedezi a gengszter- és maffiafilmekben rejlő lehetőségeket. Az olasz filmgyártás A Polip (La Piovra) című sikersorozattal adózik a maffiokrácia előtt, természetesen a szicíliai alvilági hálózatot választva főtémául, s azt a jellegzetes miliőt, amely a valóságban is rettegésben tartotta Olaszország lakosait egészen a '80-as évek végéig. Giovanni Falcone és Paolo Borsellino bírák makacs tisztességgel folytatott maffiaellenes irtóhadjárata a '90-es évek első felében annak ellenére meghozta gyümölcsét, hogy a két becsületes hivatalnok életét a titkos szervezet tragikus körülmények között kioltotta. A Polip egy izgalmas korszakot beszél el, amelyben a leleplezhetetlen organizmus még jószerivel egész Olaszországot a kezében tartja, s rideg üzleti machinációkkal, zsarolással a vezető politikusokat, közszereplőket, médiasenkiket, ügyvédeket is maga mellé állítja.

### A sorozat felépítése, cselekményszálai
A széria összesen 10 minisorozatból (évadból) tevődik össze, amelyek epizódszáma a 2-től a 6-ig teljességgel változó, ahogy az epizódok időtartama sem állandósul. Az első négy évad Corrado Cattani felügyelő (Michele Placido) viszontagságos történetét és maffiaellenes bosszúhadjáratát meséli el. A 25. részben bekövetkező halála után a nyomozást az Amerikából hazatérő Davide Licata (Vittorio Mezzogiorno) veszi kezébe, majd miután ő is életét veszti, később Gianni Breda (Raoul Bova) vállalja a küzdelmet. Az 5-7. évad lényegében Cattani történetét, tehát a szervezett bűnözés elleni háború fejleményeit és haladását gördíti tovább, míg a 8-9. az 50'-es évek Szicíliájában játszódik, ebben is szerepel Raoul Bova, egy másik rendőrt formálva meg, de a kamasz Tano Cariddivel is találkozhatunk ezekben az epizódokban. A 2 részes 10. évad Conti bírónő és Tano Cariddi jelenbeli történeténél veszi fel ismét a fonalat.
A legtemperamentumosabb karakter az egész sorozatban Tano Cariddi, mivel okosságával és leleményével mindig felülkerekedik mindenkin.

### Alkotók
A sorozat első évadát Damiano Damiani, a másodikat Florestano Vancini, a többit pedig Luigi Perelli rendezte. Az első évadban Riz Ortolani működött közre zeneszerzőként, majd a másodiktól a legendás, Oscar-díjas Ennio Morricone váltotta. A színészek között olyan jelentős művészekkel találkozhatunk, mint a főszerepet alakító Michele Placido (aki még számos hasonló témájú alkotáshoz adta a nevét, sőt, rendezőként jegyzi a nemrégiben elkészült Bűnügyi regényt), a híres amerikai színész, a Psycho Arbogast nyomozója, Martin Balsam, vagy a Maigret felügyelőként ismertté vált Bruno Cremer. A magyar szinkront a Magyar Szinkron- és Videovállalat készítette, Cattani felügyelő magyar hangjaként Szersén Gyula színművész alkotott maradandót. A további szinkronszerepekben is jeles magyar színészek, Béres Ilona, Tordai Teri, Végvári Tamás, Szombathy Gyula, Benkő Gyula hallhatók.

## Történet

### 1. évad
Miután elődje gyilkosság áldozata lett, Corrado Cattani felügyelőt Szicíliába helyezik. Feleségével, a francia svájci származású Elsével, valamint 12 éves kislányukkal, Paolával egy kisvárosba költöznek. A felügyelő a helyi nyomozócsoport élére állva azt a feladatot kapja, hogy derítsen fényt elődjének, Marineónak meggyilkolására, de Cattani mélyebb összefüggéseket keresve jut el a maffia ügyleteihez. Házassága időközben zátonyra fut, felesége elhagyja, de lányuk a felügyelő mellett marad. A titkos szervezet nem kíméli Corrado környezetét: megölik egyik munkatársát, majd egy börtönben ülő informátor következik, de a nyomozó rendíthetetlen. Minden gyanúsítottat bíróság elé citál, de a tárgyalások alatt a maffia elrabolja Paolát. A felügyelőt megzsarolják, hogy vonja vissza a vádakat és semmisítsen meg minden bizonyítékot. A gyanúsítottakat felmentik, a felügyelő pedig felmondja állását. Paolát elengedi a maffia, de kiderül, hogy a kislányt megerőszakolták és ezért sokkos állapotba került. Cattani a feleségéhez fordul segítségért, Paolát elviszik egy klinikára, ahol az orvosok nem sok javulással kecsegtetik a szülőket. Cattani nem tudja feldolgozni a lányával történteket, és elhatározza, hogy bosszút áll. Látva a felügyelő elszántságát, a maffiafőnök úgy dönt, inkább alkut köt és átadja neki Paola megrontójának holttestét. A felügyelő hosszas utánajárással eléri, hogy felnyissák az aktát és újra kezdjék a nyomozást, őt pedig visszavárják felügyelői posztjára.

### 2. évad
Corrado Cattani szicíliai távozása után A Polip még lebilincselőbben folytatódik. Cattani és felesége Svájcban minden gondot lányukra, a válságos állapotban lévő Paolára fordítanak. Ám miután a kislány öngyilkosságot követ el, a szülők útjai elválnak, és a felügyelő visszamegy Palermóba, ahol koholt vádak alapján börtönbe zárják. A szabadulása csak egy úton lehetséges: a maffia – Terrasini ügyvéd – segítségével. Corrado színleg egyezségre lép a szicíliai manipulátorral, és felajánlja segítségét barátjának, Cannito tanácsosnak is. Mindez azonban csak trükk – a nyomozó Ferretti erőihez csatlakozik, akinek eltökélt szándéka, hogy felszámolja az egész alvilági hálózatot. Corrado még Olga Camastra grófné szerelmét is felhasználja, hogy minél több információt szerezzen ellenségeiről, akik közben két érdekcsoportra szakadnak: Cannito és Laudeo háborúba indul Terrasini és olasz-amerikai barátja, Carrisi ellen. Cattani kihasználva a feszültséget, ügyesen lavíroz a klikkek között, és előbb – Terrasinivel együttműködve – Cannitót lehetetleníti el egy terhelő újságcikkel, majd felfedez egy olyan aktát is, ami Terrasini és Laudeo vesztét okozhatja. Kalandos úton szerzi meg a kódolt irat kulcsát, és felhasználva a bizonyítékokat, leszámol régi ellenségeivel – feleségét, Elsét azonban akaratlanul is kiszolgáltatja a dühös maffia bosszújának. A csúcsperben viszont győzedelmeskedik, s egyúttal védőbeszédet mond az elmúlt években meggyilkolt szerettei nevében is. A felügyelő ismét magára marad, a harc azonban még korántsem ért véget.

### 3. évad
A Polip harmadik évadában Corrado úgy érzi, végre nyugalomra lel egy hegyvidéki kolostor békés közösségében. Bert, a Szövetségi Nyomozóiroda-ügynök azonban visszahívja. Újdonsült társa a titokzatos Kemal Yfter fegyverkereskedő és a felügyelő régi „ismerőse”, Lauedo professzor közös ügyei után nyomoz. Bert rábeszéli őt, hogy segítsen neki a szálak felgöngyölítésében. Cattani meglátogatja a börtönben raboskodó Lauedót, és azzal fenyegetőzik, ha nem beszél, még rosszabbul járhat. A professzor ezalatt utasítást ad egy kislány elrablására, akinek édesapja kapcsolatban áll az ügyletekkel. A sikertelen kísérlet után a felügyelő megismerkedik a kis Gréta családjával és nővérével, aki egyből beleszeret a nyomozóba. Giulia apja, Carlo Antinari igen befolyásos ember, ugyanis ő a vezérigazgatója az Antinari banktársaságnak. Corrado és Bert tovább folytatják a nyomozást, de már túl késő, a gépezet beindul. Gyilkosságok sorozataira ad utasítást a maffia. A szálak egészen Dino Alessihez vezetnek, aki a bankár jobb keze és a családasszony barátja. Cattani rájön, hogy ő a mozgatórugója a sötét pénzügyi tranzakcióknak és a gyilkosságoknak. Közben egy régi ellenség, Terrasini is kiszabadul a börtönből, aki bosszút esküszik. Miután Bertet és embereit lemészárolják, a felügyelő ismét egyedül marad. Giulia és Corrado ezután Semio szigetére utaznak, ahol Giulia apját, Carlo Antinarit holtan találják. A nyomok öngyilkosságra utalnak, mindez azonban a maffia műve. Cattani úgy dönt, visszalép a rendőrség kötelékébe, hogy kinyomozza, milyen közös üzletre készülődik Nicola Antinari, Giulia nagyhatalmú nagyapja, Yfter, és a maffia emberei. Az öreg Antinari úgy dönt, vezérigazgatót csinál Giuliából. A lány el akar menekülni, Corrado azonban, akinek már nincs vesztenivalója, egy pillanatra sem áll meg, és annak a tudatában, hogy szerelmét elveszíti, mégis megindítja bravúros nyomozását – amelynek eredményeképpen a rendőrség a nyílt tengeren hiúsítja meg a nagyszabású adásvételt. Mindeközben némi aggodalomra ad okot, hogy Tano Carridi, meggyilkoltatva Terrasini ügyvédet, egyre magasabbra emelkedik a maffia ranglétráján…

### 4. évad
Két évvel az előző széria eseményei után minden eddiginél izgalmasabban folytatódik A Polip című sorozat. Tano Cariddi, az Antinari Bank újdonsült vezérigazgatója meg akarja szerezni a Nemzetközi Biztosítótársaság feletti ellenőrzést, úgy, hogy a maffia milliárdjait fekteti be a tőzsdén. Salinbeni szenátor, és a titokzatos Espinosa segítségével sikerül öngyilkosságba hajszolnia az intézmény elnökét, Philippo Rasit, és érdekházasságba kényszeríteni Rasi húszéves, gyönyörű lányát, Estert. Corrado Cattani eközben elfogja Tindari kaszinótulajdonos hidegvérű és különös gyilkosát, Salvatore Frollót, akiben a maffia régi adósát ismeri fel, és rögtön nézeteltérése támad Silvia Conti bírónővel, ám kapcsolatuk hamar barátsággá szelídül. Cattani Davide Faeti újságíró bevonásával értékes információkat szerez Frollóról. Az újságírót váratlanul meggyilkolják, de halála előtt egy vérfoltos fényképet nyújt Cattaninak. Ez az egyetlen vékony szál, amelyen a nyomozó elindulhat. Kiderül, hogy a fénykép Frollo halottnak hitt lányát ábrázolja, és Cattani hosszas kutatómunka után rá is akad az árvaházban nevelkedett gyermekre. Tano, félreállítva az útból eddigi partnerét, a „Bábost”, a maffia többi hatalmasával megegyezik egy nagyszabású hulladékszállítmányról, és sikeres nap elé néz a tőzsdén. Corrado Cattani felügyelő azonban nem adja meg magát, és embereivel összefogva, felkészül a bűnszövetkezettel való végső leszámolásra.

### 5. évad
Cattani felügyelő halála után egy olasz-amerikai szálon folytatódik a történet. Egy New York-i razzia alkalmával letartóztatnak néhány maffiatagot. A razziát a tévén néző Dave Licata (aki egy USA-ban élő exrendőr) felismeri egy régi ismerősét, Simon Bartot és felkeresi, mivel meg akarja tudni, ki árulta el évekkel azelőtt. Simon meggyőzi, hogy térjen vissza Olaszországba, és épüljön be a Linori családba, amely szoros kapcsolatban áll a maffiával. Találkozik a fiával, és egykori feleségével is, akiket annak idején nem vihetett magával. Közben Szicílában a maffia egy óriási üzletre készül, mégpedig úgy, hogy a térségbe irányuló állami támogatást próbálja megszerezni a Linori család Sicilteknoplus nevű cégén keresztül. A tranzakcióban részt vesz Espinoza és Annibale Corvo, akit a maffia a Linori család feje, Giovanni Linori ellenkezése ellenére a cég vezetőjévé választat, miközben gyilkolni kezdi a Linorikat. A szintén Amerikából hazatérő Andrea Linori veszi át a céget, aki a szökésben levő Tano Carridi tanácsára rábólint az üzletre. Licata mint a család alkalmazotja, nyomozni kezd, és a véletlennek köszönhetően kapcsolatba lép Conti bírónővel, de gyanakvást ébreszt a házon belül, ahol felfedik Licata személyazonosságát, és túszul ejtik a családtagjait. A haldokló Linori utolsó szavait követve Németországban folytatják a nyomozást a „Bábos” segítségével, aki ismerte Linorit, és végül rájönnek a pénzügyi csalás részleteire. Hazatérve megpróbálnak rajtaütni az alvilágon, hogy meghiúsítsák a tranzakciót.

### 6. évad
Nagy változás történik a maffia vezetésében. A régi csúcsvezetés maradékát legyilkoltatja, és ezzel a helyükre lép a maffia új főnöke. Licata ellen is merényletet hajtanak végre, aki életveszélyesen megsebesül. Miután kiengedik a kórházból, elfogadja a maffia ellen harcoló speciális csoport ajánlatát, amely egy fényképész meggyilkolásának okát kutatja. A cél a maffia új főnöke, a „Fekete király” kézre kerítése. Ehhez hazahozzák az Afrikában bujkáló Tano Cariddit aki testvérére, Mariára való tekintettel beleegyezik, hogy beépítsék a bűnszövetkezetbe. Közben felbukkan a maffiafőnök ellensége, Lorenzo Ribeira, az egykori hírhedt maffiózó fia, aki meg akarja bosszulni az egykoron a családja ellen elkövetett mészárlást. Szövetséget köt Cartával, a Linorik egykori alkalmazottjával, akinek Espinoza fejét ígéri, és a korrupt Salimbenivel aki eléri hogy az üzlet beindításához szükséges bankkölcsönt neki adják, kiszorítva és tönkretéve a „Fekete király”-t. Tano közben egy fiktív bank vezetőjeként szerephez jut a tervben, a feladata szerint Prágába kell utalnia a kölcsönt, amiből a üzletbe bevont helyi oligarchák a kábítószer kereskedelmet elindítják. Közben a maffiafőnök gyanút fog, leleplezi az árulóit, és mindent megtesz hogy kézre kerítse Ribeirát. Tano újabb követelésekkel áll elő, hogy megtudja, ki mindenki vesz részt az üzletben, ezzel segítve az ügy felgöngyölítését. Licata azonban tovább nyomoz, meg akarja tudni, mi köze van mindennek a mindenki által keresett fényképeknek.

### 7. évad
A sorozat Szicíliában folytatódik egy látszólag jelentéktelen eseménnyel. Külföldön elfognak és Olaszországba szállítanak egy lopással és zsarolással vádolt bűnözőt, Rosario Granchiót, akit szinte az érkezésekor meggyilkolnak. Mivel a fogoly Silvia Contival akart beszélni, a bírónő elvállalja a ügy kivizsgálását és visszatér abba a városba ahol Cattani felügyelő dolgozott évekkel azelőtt. Megtapasztalja hogy a városban a dolgok ugyanúgy mennek mint azelőtt. Mindennapos a zsarolás, a ún. védelmi pénz szedése és a bandaháborúk, a gazdaságot pedig egy régi ismerős, Olga Camastra uralja. Az akarata ellenére felügyelővé kinevezett Gianni Breda és Daniele Rannisi – egy helyi kalózrádiós az egyetlenek akikre számíthat. De más valaki is visszatér – Saverio Bronta Oroszországból. Néhány éve miután hatodmagával szívességet tett fontos embereknek, Aragonese a helyi maffiafőnök parancsára Nazzareno (Nuzzo) Marciano a csoport vezetője végzett saját társaival. Ennek a bandának volt a tagja Granchio is, de Brontának sikerült elmenekülnie. Miután kibékül Nuzzóval megzsarolja Camastrát amivel megszerzi az ellenőrzést a cége fölött. Így akar leszámolni azokkal a titokzatos csoportba tömörülő névtelen hatalmasokkal, akik miatt bajba került és beteg lett. Közben a bírónő és társai felfedezik a halott maffiafőnök búvóhelyét ahonnan bizonyítékok kerülnek elő Cattani felügyelő halálával kapcsolatban. Miután a helyi főügyészt is sikerül leleplezniük, a maffia megtorló akciót hajt végre. Ezek után mozgalom indul a városban a bűnszövetkezet ellen.

### 8. évad
Ez az évad az 50-es évek végébe viszi vissza a nézőket. Amerikából hazatér Francesco Altamura báró aki egy nagyszabású befektetést terjeszt elő a helyieknek. Az elmaradott Szicíliának ez komoly kitörési lehetőség lenne, a helyi vezetők mégse lelkesednek a tervekért mivel nem veszi figyelmébe az ő saját érdekeltségeiket. A vitát sajátos módon próbálja eldönteni Pietro Favignana aki Don Albanese beosztottja. Elraboltatja a báró kiskorú fiát, egy tanyára viteti ahol a kamasz Tano őrzi miközben ő átveszi a hatalmat és zsarolja a családot. A fiút kalandos körülmények között szabadítja ki a báró felesége által megbízott Carlo Arcuti aki beleszeret az nőbe. Segítségére van Tano is akinek tanulási vágyánál csak a Pietróval szembeni ellenszenve nagyobb. A bíróságon viszont nem sikerül elítélni Pietrót, sőt tovább zsarolják a bárót azzal hogy nem kap támogatást a terveihez ha Favignanán keresztül nem veszi be a maffiát.

### 9. évad
Az előző évad folytatásában Valente ezredes megbízza Carlo Arcuti századost egy kényes küldetés végrehajtásával. Arcutinak egy francia üzletembert kell követnie, aki valószínűleg kábítószert gyárt a maffiának. A rendőrség reményei szerint a férfi elvezeti őket a maffia kábítószer kereskedéssel foglalkozó tagjaihoz. Arcuti kijelölése erre a feladatra nem véletlenszerű. Miután fény derült a rendőrtiszt viszonyára Barbara Altamura bárónővel, hatalmas botrány robbant ki, Arcutit áthelyezték egy távoli szigetre. Közben Barbara férje, Francesco Altamura a maffia bankára lett. Arcuti ismét Barbara közelébe kerül és együttműködésre bírja a nőt aki azonban lelepleződik köszönhetően Altamura szeretőjének, Augustának. Váratlan fordulatként elfogják a franciát miközben Turi, a báró sofőrje „puccsot“ hajt végre és a maffia jóváhagyásával átveszi az üzlet irányítását miközben fogva tarja Barbarát. Arcuti megpróbálja felkutatni a nőt és elfogni Turit.

### 10. évad
A sorozat befejező évada egyben a 7. évad folytatása. A sikeres nyomozás után bíróság elé állítják Ramonte professzort, egy üzleti jellegű maffiaszervezet vezetőjét, többek között Cattani felügyelő meggyilkolásáért is de végül felmentik. Egy titkos adatokat és információkat tartalmazó archívumnak köszönhetően hatalma érintetlen, sőt szövetséget köt Tano Cariddivel aki egy Etna lejtőjén fekvő romos várkastélyban él. Ramontének és a szervezetnek szüksége van az archívumot megnyitó kulcslemezre amit egykori barátja, Mercuri képviselő őriz aki a bírósági per idején elhagyta őt. Mercuri lánya Giulia egy másik fontos tag Rittone ügyvéd fiának a menyasszonya. Mivel a beteg Mercuri nem hajlandó átadni a lemezt, és a lánya sok mindent megtud a szervezetről amit el akar mondani a visszavonuló Silvia Conti bírónőnek, Tano ötlete nyomán elrabolják a lányt és így zsarolják az apját. Tano közben Vaniának, Ramonte kedvencének segítségével mérget adagoltat Ramonténak hogy a helyére léphessen. Silvia Conti ösztönösen megérzi mi lehet a dolgok hátterében és újra nyomozni kezd bevetve minden tudását és tapasztalatát, amiben néhány szövetséges is segíti. 

## Szereplők
| Szereplő                                    | Színész                    | Évad      | Magyar hang                                                                      |
| ------------------------------------------- | -------------------------- | --------- | -------------------------------------------------------------------------------- |
| Corrado Cattani felügyelő                   | Michele Placido            | 1–4       | Szersén Gyula                                                                    |
| Olga Camastra grófné                        | Florinda Bolkan            | 1–3, 7    | Béres Ilona (1–2. évad) Tóth Judit (7. évad)                                     |
| Gianfranco Laudeo professzor                | Paul Guers                 | 1–3       | Gruber Hugó                                                                      |
| Terrasini ügyvéd                            | François Périer            | 1–3       | Tolnai Miklós                                                                    |
| Else Cattani                                | Nicole Jamet               | 1–3       | Tordai Teri                                                                      |
| Tano Cariddi                                | Remo Girone Primo Reggiani | 3–7, 10 8 | Végvári Tamás (3–5., 10. évad) Orosz István (6–7. évad) Molnár Levente (8. évad) |
| Antonio de Pisis – A Bábos                  | Marcello Tusco             | 3–5       | Benkő Gyula                                                                      |
| Silvia Conti bírónő                         | Patricia Millardet         | 4–7, 10   | Andresz Kati (4–5., 10. évad) Kiss Mari (6–7. évad)                              |
| Antonio Espinosa                            | Bruno Cremer               | 4–6       | Huszár László (4–5. évad) Makay Sándor (6. évad)                                 |
| Ettore Salimbeni                            | Luigi Diberti              | 4, 6      | Csernák János (4. évad) Szersén Gyula (6. évad)                                  |
| Lorella de Pisis                            | Vanessa Gravina            | 4–5       | Pacziga Mónika (4. évad) Kisfalvi Krisztina (5. évad)                            |
| Maurizio Trevi                              | Alberto Gimignani          | 4–5       | Kautzky Armand                                                                   |
| Davide Licata                               | Vittorio Mezzogiorno       | 5–6       | Vass Gábor (5. évad) Reviczky Gábor (6. évad)                                    |
| Giacomo Carta                               | Orso Maria Guerrini        | 5–6       | Reviczky Gábor (5. évad) Bács Ferenc (6. évad)                                   |
| Maria Cariddi                               | Ana Torrent                | 5–6       | Kiss Erika                                                                       |
| Gianni Breda Carlo Arcuti                   | Raoul Bova                 | 7 8–9     | Rékasi Károly Szabó Sipos Barnabás                                               |
| Altero felügyelő Albanese úr                | Renato Mori                | 1–2 8     | Láng József Makay Sándor                                                         |
| Sebastiano Cannito                          | Jacques Dacqmine           | 1–2       | Surányi Imre                                                                     |
| Alfredo Ravanusa                            | Geoffrey Copleston         | 1–2       | Horkai János                                                                     |
| Bordonaro bíró                              | Renato Cecchetto           | 1–2       | Fülöp Zsigmond                                                                   |
| Raffaella Pecci Scialoia                    | Barbara De Rossi           | 1         | Vándor Éva                                                                       |
| Sante Cirinna                               | Angelo Infanti             | 1         | Gáti Oszkár                                                                      |
| Nanni Santamaria                            | Pino Colizzi               | 1         | Rajhona Ádám                                                                     |
| Leo De Maria felügyelő                      | Massimo Bonetti            | 1         | Józsa Imre                                                                       |
| Don Manfredi                                | Flavio Bucci               | 1         | Koroknay Géza                                                                    |
| Scardona államügyész                        | Michele Abruzzo            | 1         | Kun Vilmos                                                                       |
| Cristina professzor Bíró Szicíliában        | Vittorio Duse              | 1 4       | ? Bodor Tibor                                                                    |
| Frank Carrisi Calogero Barretta             | Martin Balsam              | 2 5       | Szabó Ottó                                                                       |
| Ravanusa inasa Santino Rocchi Turi Mondello | Tony Sperandeo             | 2 6 8     | Végh Péter, Mihályi Győző Balkay Géza ?                                          |
| Ettore Ferretti                             | Sergio Fantoni             | 2         | Kenderesi Tibor                                                                  |
| Nicola Sorbi                                | Daniel Ceccaldi            | 2         | Buss Gyula                                                                       |
| Ellis                                       | Lara Wendel                | 2         | Kökényessy Ági                                                                   |
| Alvaro Maurilli szerkesztő                  | Victor Cavallo             | 2         | Koroknay Géza                                                                    |
| Főszerkesztő                                | Cesare Barbetti            | 2         | Konrád Antal                                                                     |
| Diletti, Laudeo ügyvédje                    | Carlo Reali                | 3         | Kerekes József                                                                   |
| Giulia Antinari                             | Giuliana De Sio            | 3         | Prókai Annamária                                                                 |
| Nicola Antinari                             | Alain Cuny                 | 3         | Kun Vilmos                                                                       |
| Anna Antinari                               | Marie Laforêt              | 3         | Szerencsi Éva                                                                    |
| Venturi bíró                                | Luigi De Filippo           | 3         | Kristóf Tibor                                                                    |
| Lovani apát                                 | Francisco Rabal            | 3         | Velenczey István                                                                 |
| Carlo Antinari                              | Pierre Vaneck              | 3         | Pathó István                                                                     |
| Mattinera professzor                        | Lino Capolicchio           | 3         | Máté Gábor                                                                       |
| Dino Alessi                                 | Adalberto Maria Merlil     | 3         | Gáti Oszkár                                                                      |
| Tarsoni szenátor                            | Giampiero Albertini        | 3         | Kránitz Lajos                                                                    |
| Filippo Rasi                                | Claude Rich                | 4         | Kautzky József                                                                   |
| Davide Faeti                                | Jean-Luc Bideau            | 4         | Fülöp Zsigmond                                                                   |
| Ernesto Conti                               | François Marthouret        | 4         | Kovács István                                                                    |
| Bernardo testvér                            | Nicola Di Pinto            | 4         | Szombathy Gyula                                                                  |
| Ester Rasi                                  | Simona Cavallari           | 4         | Hegyi Barbara                                                                    |
| Salvatore Frolo                             | Mario Adorf                | 4         | Csurka László                                                                    |
| Santuzzu Salieri                            | Adriano Pappalardo         | 4         | Nem szólal meg                                                                   |
| Falisci főügyész                            | Pietro Biondi              | 4         | Csikos Gábor                                                                     |
| Santelia                                    | Elio Zamuto                | 4         | Ujlaki Dénes                                                                     |
| Canopio tanácsnok                           | Marino Masèi               | 4         | Juhász Jácint                                                                    |
| Bűnöző az elhagyott gyárban Pedro Garbi     | Vittorio Amandola          | 4 5       | ? Bácskai János                                                                  |
| Giovanni Linori báró                        | Luigi Pistilli             | 5         | Mádi Szabó Gábor                                                                 |
| Simon Barth                                 | Ray Lovelock               | 5         | Gáti Oszkár                                                                      |
| Gloria Linori                               | Agnese Nano                | 5         | Dudás Eszter                                                                     |
| Andrea Linori                               | Vanni Corbellini           | 5         | Sinkovits-Vitay András                                                           |
| Matilde Linori                              | Claudine Auger             | 5         | Menszátor Magdolna                                                               |
| Annibale Corvo                              | Orazio Orlando             | 5         | Buss Gyula                                                                       |
| Marta, Stefano anyja                        | Delia Boccardo             | 5         | Pápai Erika                                                                      |
| Riccardo Respighi                           | Riccardo Cucciolla         | 5         | Dobránszky Zoltán                                                                |
| Gillo atya                                  | Gottfried John             | 5         | Varga T. József                                                                  |
| Stefano, Davide fia                         | Stefano Dionisi            | 5         | Bolba Tamás                                                                      |
| Amerikai ügyész                             | John Francis Lane          | 5         | Kisfalussy Bálint                                                                |
| Lorenzo Ribeira                             | Xavier Deluc               | 6         | Haás Vander Péter                                                                |
| Amilcare Brenno                             | Pierre Mondy               | 6         | Rajhona Ádám                                                                     |
| Bellini, a fényképész                       | Ivano Marescotti           | 6         | Mihályi Győző                                                                    |
| Matteo atya                                 | Glauco Onorato             | 6         | Barbinek Péter                                                                   |
| Stefan Litwak                               | Rudolf Hrušínský           | 6         | Szabó Ottó                                                                       |
| Giovanni Canevari anyja                     | Angela Goodwin             | 6         | Tímár Éva                                                                        |
| Miloš                                       | Siegfried Lowitz           | 6         | Mádi Szabó Gábor                                                                 |
| Milánó főügyésze                            | Pier Paolo Capponi         | 6         | Szokolay Ottó (1. hang) Imre István (2. hang)                                    |
| Saverio Bronta                              | Ennio Fantastichini        | 7         | Barbinek Péter                                                                   |
| Chiara Bronta, Saverio felesége             | Lorenza Indovina           | 7         | Simorjay Emese                                                                   |
| Aldo Rannisi, Olga férje                    | Renato De Carmine          | 7         | Cs. Németh Lajos                                                                 |
| Sara Granchio                               | Romina Mondello            | 7         | Kéri Kitty                                                                       |
| Nuzzo Marciano                              | Stefan Danailov            | 7         | Szakácsi Sándor                                                                  |
| Daniele Rannisi, a kalózrádiós              | Gedeon Burkhard            | 7         | Viczián Ottó                                                                     |
| Michele Orione főügyész                     | Sergio Fiorentini          | 7         | Kristóf Tibor                                                                    |
| Lucio Panarea, TV-szerkesztő                | Giancarlo Prete            | 7         | Szokolay Ottó                                                                    |
| Ramonte professzor                          | Rolf Hoppe                 | 7         | Versényi László                                                                  |
| Giovanna Granchio, Rosario özvegye          | Lucia Sardo                | 7         | Bessenyei Emma                                                                   |
| Edoardo Corinto                             | Paolo Bonacelli            | 7         | Horkai János                                                                     |
| Ninni Paradiso                              | Roberto Herlitzka          | 7         | Varga T. József                                                                  |
| Rosaria Albanese                            | Daniela Miglietta          | 8         | Nagy-Németh Borbála                                                              |
| Giacomo Battiato                            | Luca Zingaretti            | 8         | Borbély László                                                                   |
| Barbara Greenberg Altamura                  | Anja Kling                 | 8         | Tóth Enikő                                                                       |
| Altamura báró                               | Claudio Gora               | 8         | Izsóf Vilmos                                                                     |
| Torrisi ügyvéd                              | Sebastiano Lo Monaco       | 8         | Ujréti László                                                                    |
| Teti ügyvéd                                 | Luigi Maria Burruano       | 8         | Orosz István                                                                     |

## Külső hivatkozások
- Polip a PORT.hu-n (magyarul)
- Polip az Internet Movie Database oldalon (angolul)
- Polip lap.hu
- A Polip-DVD[halott link]